# Tratatul de la Waitangi

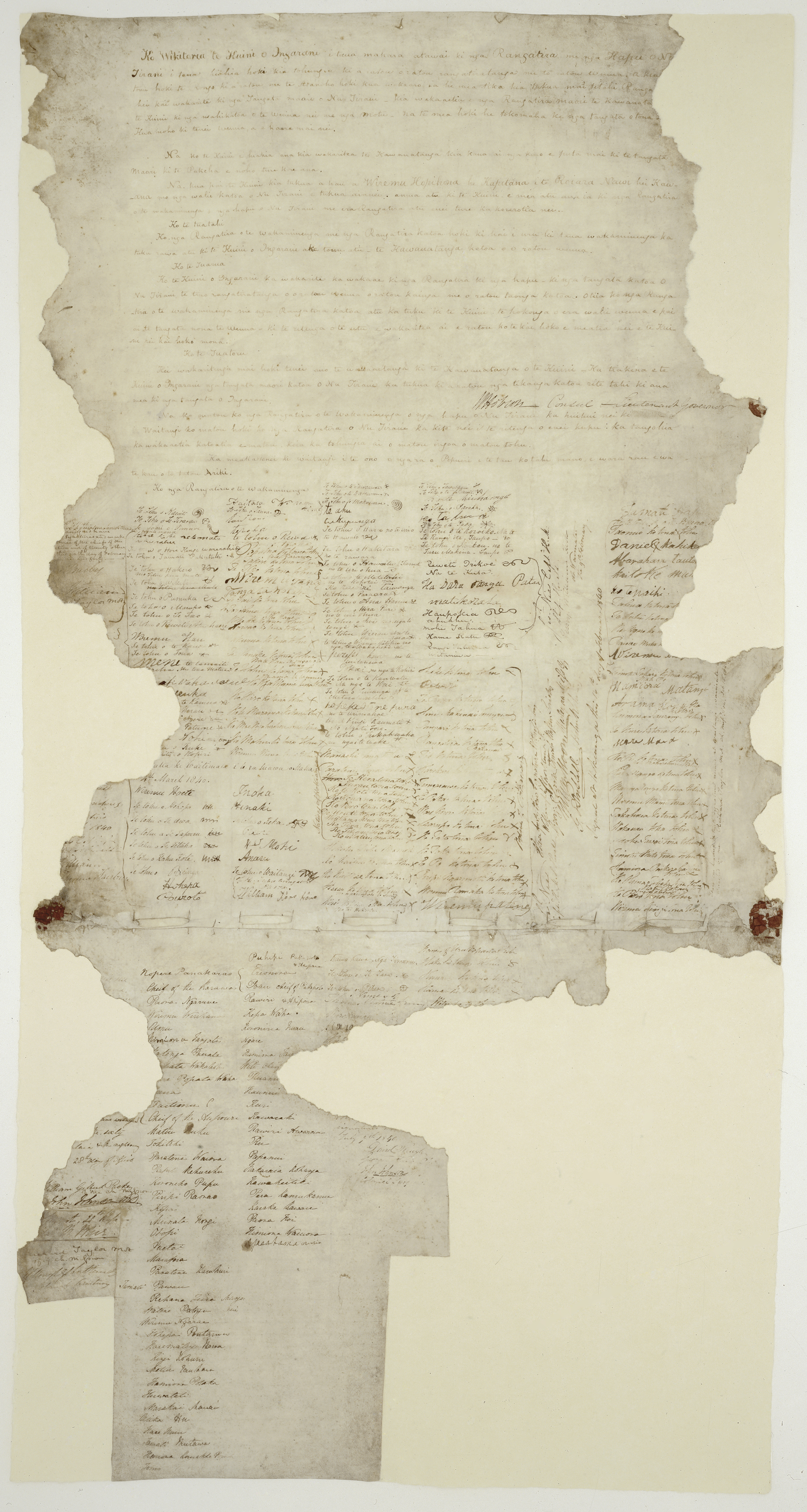
O copie a tratatului de la Waitangi

Tratatul de la Waitangi (în engleză Treaty of Waitangi, în māori Te Tiriti o Waitangi) este un tratat semnat la 6 februarie 1840, de reprezentanți ai Coroanei britanice, și de diferite căpetenii Māori din nordul Insulei de Nord a Noii Zeelande. Tratatul stipula înființarea postului de guvernator britanic în Noua Zeelandă, recunoștea proprietatea populației Māori asupra pământurilor și bunurilor sale și acorda  băștinașilor Māori egalitatea de drepturi față de cetățenii britanici. Versiunile în engleză și limba Māori sunt semnificativ diferite și deci nu există consens cu privire la articolele convenite de fapt. Din punctul de vedere britanic, tratatul acorda Regatului Unit suveranitatea asupra Noii Zeelande și guvernatorului îi acorda dreptul de a conduce țara; în rândurile Māorilor, se pare că tratatul a fost interpretat în mai multe modalități dintre care multe erau în conflict cu interpretarea britanică. După semnarea de la Waitangi, un număr de copii ale tratatului au fost circulate prin Noua Zeelandă și au fost semnate de mulți alți șefi de trib. 
Până în anii 1970, tratatul a fost în general ignorat de tribunale și de parlamente, deși el apărea în istoria Noii Zeelande ca un act de generozitate din partea Coroanei. Începând cu anii 1860, Māori au făcut apel la tratat, fără prea mare succes, pentru dreptul de proprietate asupra pământului sau pentru compensații pentru pierderea pământului și pentru tratamente inechitabile din partea statului. Din anii 1960, Māori au început să atragă atenția asupra nerespectării tratatului și istoriografia din perioada următoare a pus accentul pe problemele de traducere. În 1975, a fost înființat Tribunalul Waitangi, comisie permanentă de anchetă însărcinată cu cercetarea încălcării tratatului de către Coroană sau de către reprezentanții acesteia și cu propunerea unor eventuale rectificări. 
Astăzi, acest tratat este considerat actul fondator al Noii Zeelande ca țară; în ciuda acestui fapt, el este adesea subiectul unor dezbateri aprinse. Mulți Māori consideră că monarhia britanică nu și-a respectat angajamentele și au prezentat dovezi în fața Tribunalului, în ciuda punctului de vedere contrar al unor membri ai populației non-Māori, care consideră că Māori dau prea multă atenție tratatului și că se folosesc de el pentru a obține privilegii speciale. Coroana nu este obligată, în majoritatea cazurilor, să aplice recomandările Tribunalului, dar în unele cazuri a acceptat că tratatul și principiile lui au fost încărcate. Ca rezultat ale acestor recomandări, s-au acordat daune de sute de milioane de dolari în bani și bunuri și s-au prezentat scuze oficiale.

## Context

Căpitanul William Hobson

La începutul secolului al XIX-lea, viața Māorilor a fost perturbată de comportamentul și intențiile unui popor venit în țară, în zona Golfului Insulelor. Introducerea muschetelor a devastat populația Māori într-o serie de războaie la începutul anilor 1800. În 1831, treisprezece șefi rangatira din nordul extrem al țării s-au întrunit la Kerikeri pentru a scrie o scrisoare adresată Regelui William al IV-lea în care i-au cerut ajutorul pentru apărarea pământurilor lor. Anume, ei cereau protecția împotriva francezilor, „tribul lui Marion”, această scrisoare fiind prima cerere oficială atestată din partea Māorilor. Ca răspuns, în 1832, guvernul britanic l-a trimis la Rezidentul britanic din Noua Zeelandă pe James Busby. În 1834 Busby a scris un document denumit Declarația de Independență a Noii Zeelande pe care a semnat-o împreună cu 35 de căpetenii Māori din nord, la Waitangi în ziua de 28 octombrie 1835. Căpeteniile au semnat aceasță declarație de independență, proclamându-se reprezentanți ai unui protostat numit „Triburile Unite ale Noii Zeelande”. Acest document a fost ratificat de Camera Comunelor în 1836, care a recunoscut astfel că suveranitatea Noii Zeelande stătea în mâinile șefilor de trib Māori.
Tratatul de la Waitangi a fost instituit în cele din urmă de guvernul britanic în urma recomandărilor Biroului Colonial, îngrijorat de lipsa de legi, de războaiele între triburile Maori și de posibilitatea colonizării Noii Zeelande de o firmă privată, Compania Noii Zeelande. Istoricul Claudia Orange susține că Biroul Colonial plănuise la început o Nouă Zeelandă a Maorilor în care să fie naturalizați și coloniști europeni, dar în 1839 trecuse deja la ideea „unei Noi Zeelande în care să se păstreze și loc pentru Maori” din cauza presiunii Companiei Noii Zeelande, (care a trimis Tory în grabă în Noua Zeelandă la 12 mai 1839) și din cauza planurilor căpitanului francez Jean François L'Anglois de a înființa o colonie franceză la Akaroa.
La 15 iunie 1839, o nouă Patentă Regală a mărit teritoriul coloniei New South Wales, înglobând și întreaga Noua Zeelandă, de la 34º latitudine sudică în sud până la 47º 10’ latitudine sudică în nord, și de la 166º 5’ longitudine estică în vest la 179º în est. Guvernatorul coloniei New South Wales, George Gipps, a fost numit și Guvernator asupra Noii Zeelande. A fost prima expresie clară a intenției britanicilor de a anexa Noua Zeelandă.
Căpitanul William Hobson din Marina Regală, care trăise o vreme în Noua Zeelandă, a fost chemat la Biroul Colonial în seara de 14 august 1839 și a primit instrucțiuni să întreprindă acțiuni constituționale pentru înființarea unei colonii britanice. Istoricul Paul Moon crede că instrucțiunile au fost scrise de Sir James Stephen, pe atunci șeful Biroului Colonial. Hobson a fost numit Consul în Noua Zeelandă. I s-au dat indicații să negocieze un transfer voluntar al suveranității de la maori la Coroana Britanică. Era nevoie de aceasta, întrucât Camera Comunelor decisese că Declarația de Independență a Noii Zeelande a fost ratificată în 1836, și orice tentativă a Coroanei Britanice de a anexa Noua Zeelandă este ilegală fără un tratat de cesiune. El a plecat din Londra la 15 august 1839 și a depus jurământul ca Locțiitor de Guvernator la Sydney în ziua de 14 ianuarie și a sosit în Golful Insulelor la 29 ianuarie 1840. 
A doua zi, Hobson a fost prezent la Biserica Creștină din Kororareka (Russell) unde a citit mai multe proclamații. Prima a fost Patenta Regală din 1839, legată de extinderea limitelor New South Wales cu includerea insulelor Noii Zeelande. A doua a fost legată de numirea lui Hobson ca Locțiitor de Guvernator al Noii Zeelande. A treia era legată de tranzacțiile funciare (problema preempțiunii).
În lipsa unui document preliminar pregătit de avocați sau de oficiali ai Biroului Colonial, Hobson a fost obligat să scrie el însuși tratatul cu ajutorul secretarului său, James Freeman, și a Rezidentului Britanic James Busby, dintre care niciunul nu era specialist în drept. Istoricul Paul Moon crede că anumite articole ale Tratatului seamănă cu Tratatul de la Utrecht (1713), cu Acordul Sherbo (1825) și cu Tratatul dintre Regatul Unit și Soombia Soosoos (1826). Întregul tratat a fost pregătit în patru zile. Realizând că dacă tratatul este scris doar în engleză, el nu va fi nici înțeles, nici discutat și nici acceptat de Maori, Hobson i-a rugat pe misionarul Henry Williams și pe fiul său Edward să traducă documentul în Maori, ceea ce s-a făcut în noaptea de 4 februarie.

## Semnarea
În ziua de 5 februarie copii ale tratatului în ambele limbi au fost puse în fața unei adunări de șefi de trib din nord într-un cort aflat pe peluza din fața casei lui Busby din Waitangi. Hobson a citit tratatul cu voce tare în engleză iar Williams a citit versiunea Maori. Liderii Maori au discutat tratatul timp de cinci ore, timp în care șefii de trib Te Kemara, Rewa, Moka 'Kainga-mataa' și mai mulți alții s-au opus tratatului, în vreme ce Pumuka, Te Wharerahi, Tamati Waka Nene și fratele său Eruera Maihi Patuone că acceptau propunerea Coroanei. Ulterior, căpeteniile s-au mutat într-un apartament de lângă casa lui Busby și au continuat deliberările până noaptea târziu. Deși Hobson dorea ca semnarea să aibă loc la 7 februarie, a doua zi dimineața 45 de șefi erau gata să semneze, așa că Hobson a aranjat ceremonia în grabă.
Hobson a fost primul dintre semnatarii britanici. Dintre cei aproximativ 40 de șefi de trib Māori, rangatira Ngapuhi Hone Heke a fost primul care a semnat tratatul. Pentru a mări legitimitatea tratatului, s-au mai făcut opt copii și au fost trimise prin țară pentru a aduna și alte semnături:
- copia Manukau-Kawhia,
- copia Waikato-Manukau,
- copia Tauranga,
- copia Bay of Plenty,
- copia Herald-Bunbury,
- copia Henry Williams,
- copia pentru Coasta de Est și
- copia tipărită.

S-au ținut aproximativ 50 de întâlniri între februarie și septembrie 1840 pentru discutarea și semnarea copiilor, și la tratat s-au mai adăugat aproximativ 500 de semnături. Mai multe căpetenii și uniuni de triburi au refuzat să semneze, printre care Tuhoe, Te Arawa și Ngāti Tuwharetoa și posibil Moka 'Kainga-mataa'. Unii nu au avut ocazia să semneze. La 21 mai 1840, Guvernatorul Hobson a proclamat suveranitatea britanică asupra întregii țări și Noua Zeelandă s-a constituit drept colonie separată de New South Wales la 16 noiembrie 1840.
Aniversarea semnării tratatului este acum sărbătoare națională în Noua Zeelandă, Ziua Waitangi, în fiecare an pe 6 februarie. Prima celebrare a acestei sărbători a avut loc în 1947 (deși și înainte existaseră unele comemorări) și a devenit sărbătoare națională în 1974. Sărbătoarea a fost adesea punctul focal al protestelor Māori și a atras frecvent controverse. Aniversarea este celebrată oficial la Casa Tratatului din Waitangi, unde tratatul a fost semnat pentru prima oară.

## Textul Tratatului

### Preambul
| Engleză | Traducere |
| --- | --- |
| HER MAJESTY VICTORIA Queen of the United Kingdom of Great Britain and Ireland regarding with Her Royal Favor the Native Chiefs and Tribes of New Zealand and anxious to protect their just Rights and Property and to secure to them the enjoyment of Peace and Good Order has deemed it necessary in consequence of the great number of Her Majesty's Subjects who have already settled in New Zealand and the rapid extension of Emigration both from Europe and Australia which is still in progress to constitute and appoint a functionary properly authorised to treat with the Aborigines of New Zealand for the recognition of Her Majesty's Sovereign authority over the whole or any part of those islands – Her Majesty therefore being desirous to establish a settled form of Civil Government with a view to avert the evil consequences which must result from the absence of the necessary Laws and Institutions alike to the native population and to Her subjects has been graciously pleased to empower and to authorise me William Hobson a Captain in Her Majesty's Royal Navy Consul and Lieutenant-Governor of such parts of New Zealand as may be or hereafter shall be ceded to her Majesty to invite the confederated and independent Chiefs of New Zealand to concur in the following Articles and Conditions. | MAESITATEA SA VICTORIA Regina Regatului Unit al Marii Britanii și Irlandei cu privire la Favoarea Sa regală pe șefii și triburile native din Noua Zeelandă și nerăbdătoare să-și protejeze Drepturile și Proprietățile echitabile și să le asigure bucuria păcii și bunei ordini, a considerat că necesar ca urmare a numărului mare de Subiecți ai Majestății Sale care s-au stabilit deja în Noua Zeelandă și a extinderii rapide a emigrării atât din Europa, cât și din Australia, care este încă în curs de a constitui și numi un funcționar autorizat corespunzător să trateze cu aborigenii din Noua Zeelandă. pentru recunoașterea autorității suverane a Majestății Sale asupra întregii sau a oricărei părți a acelor insule – Majestatea Sa dorind, prin urmare, să stabilească o formă stabilă de guvernare civilă cu scopul de a evita consecințele rele care trebuie să rezulte din absența legilor și a legilor necesare. Instituțiile, deopotrivă pentru populația nativă și pentru supușii ei, au fost încântați să le împuternicească și să le autorizeze Mă numesc William Hobson, căpitan în cadrul Marinei Regale a Majestății Sale, consul și locotenent-guvernator al unor părți ale Noii Zeelande care ar putea fi sau vor fi cedate în continuare Majestății Sale pentru a invita șefii confederați și independenți ai Noii Zeelande să fie de acord cu următoarele articole și Condiții. |

### Primul Articol
| Engleză | Traducere |
| --- | --- |
| The Chiefs of the Confederation of the United Tribes of New Zealand and the separate and independent Chiefs who have not become members of the Confederation cede to Her Majesty the Queen of England absolutely and without reservation all the rights and powers of Sovereignty which the said Confederation or Individual Chiefs respectively exercise or possess, or may be supposed to exercise or to possess over their respective Territories as the sole sovereigns thereof. | Șefii Confederației Triburilor Unite din Noua Zeelandă și șefii separati și independenți care nu au devenit membri ai Confederației cedează Majestății Sale Reginei Angliei în mod absolut și fără rezerve toate drepturile și puterile de suveranitate pe care respectiva Confederație sau Șefii individuali exercită sau posedă, sau se presupune că exercită sau dețin asupra teritoriilor lor respective, ca unici suverani ai acestora. |

### Al Doilea Articol
| Engleză | Traducere |
| --- | --- |
| Her Majesty the Queen of England confirms and guarantees to the Chiefs and Tribes of New Zealand and to the respective families and individuals thereof the full exclusive and undisturbed possession of their Lands and Estates Forests Fisheries and other properties which they may collectively or individually possess so long as it is their wish and desire to retain the same in their possession; but the Chiefs of the United Tribes and the individual Chiefs yield to Her Majesty the exclusive right of Preemption over such lands as the proprietors thereof may be disposed to alienate at such prices as may be agreed upon between the respective Proprietors and persons appointed by Her Majesty to treat with them in that behalf. | Majestatea Sa Regina Angliei confirmă și garantează șefilor și triburilor din Noua Zeelandă și familiilor și indivizilor respectivi posesia deplină, exclusivă și netulburată, a terenurilor și moșiilor lor Păduri Pescuit și alte proprietăți pe care le pot deține în mod colectiv sau individual atât de mult timp. întrucât este dorința și dorința lor de a păstra același lucru în posesia lor; dar Șefii Triburilor Unite și șefii individuali cedează Majestății Sale dreptul exclusiv de Preempțiune asupra terenurilor pe care proprietarii acestora pot fi dispuși să le înstrăineze la prețurile convenite între proprietarii respectivi și persoanele numite de Majestatea Sa. să trateze cu ei în acest sens. |

### Al Treilea Articol
| Engleză | Traducere |
| --- | --- |
| In consideration thereof Her Majesty the Queen of England extends to the Natives of New Zealand Her royal protection and imparts to them all the Rights and Privileges of British Subjects. (signed) William Hobson, Lieutenant-Governor. Now therefore We the Chiefs of the Confederation of the United Tribes of New Zealand being assembled in Congress at Victoria in Waitangi and We the Separate and Independent Chiefs of New Zealand claiming authority over the Tribes and Territories which are specified after our respective names, having been made fully to understand the Provisions of the foregoing Treaty, accept and enter into the same in the full spirit and meaning thereof in witness of which we have attached our signatures or marks at the places and the dates respectively specified. Done at Waitangi this Sixth day of February in the year of Our Lord one thousand eight hundred and forty. | Având în vedere acest lucru, Majestatea Sa Regina Angliei extinde nativilor Noii Zeelande protecția sa regală și le oferă toate drepturile și privilegiile supușilor britanici. (semnat) William Hobson, locotenent-guvernator. Acum, așadar, Noi, șefii Confederației Triburilor Unite din Noua Zeelandă, suntem adunați în Congres la Victoria în Waitangi și Noi, șefii separati și independenți ai Noii Zeelande, pretindem autoritatea asupra triburilor și teritoriilor care sunt specificate după numele noastre respective, după ce am fost făcut să înțeleagă pe deplin prevederile tratatului de mai sus, să le accepte și să le introducă în deplin spiritul și înțelesul acestuia, drept pentru care am atașat semnăturile sau mărcile noastre la locurile și, respectiv, datele specificate. Înfăptuit la Waitangi în această zi a șasea februarie a anului Domnului o mie opt sute patruzeci. |

## Efect
Efectul pe termen scurt al tratatului a fost împiedicarea vânzării de pământ Māori altcuiva în afară de Coroană. Scopul era protejarea Māorilor de achizițiile dubioase ce înstrăinaseră pământurile băștinașilor din alte zone ale lumii fără nici cea mai mică formă de compensație. Anticipând Tratatul, Compania Noii Zeelande a făcut în grabă câteva achiziții de teren și a adus coloniști din Anglia, bazându-se pe presupunerea că ei nu vor fi evacuați de pe pământul ocupat de ei. Esențialmente, Tratatul a fost o tentativă de a constitui un sistem de drepturi de proprietate a pământului, în care Coroana controlează și supervizează tranzacțiile funciare, pentru a preveni abuzurile.
La început aceasta a funcționat. Māori erau dornici să vândă pământ, iar coloniștii erau dornici să cumpere. Coroana a mediat procesul pentru a se asigura că adevărații proprietari sunt corect identificați (ceea ce era dificil pentru pământurile triburilor) și corect despăgubiți, după standardele vremi. După o vreme, însă, Māori au devenit dezamăgiți și n-au mai fost dispuși să vândă, în timp ce Coroana era presată de coloniștii care doreau să cumpere. În consecință, agenții de teren ai guvernului au fost implicați în mai multe tranzacții foarte dubioase. S-au negociat acorduri cu câte unul singur dintre proprietarii unor pământuri tribale și in unele cazuri pământul era cumpărat de la cu totul altcineva decât proprietarul. Aceasta a dus la Războaiele Noii Zeelande care au culminat cu confiscarea a mare parte din Waikato și Taranaki.
În anii ce au urmat, acest rol de supraveghere a fost acordat Curții Pământurilor Băștinașilor, ulterior denumită Curtea Pământurilor Māori. Prin această curte s-a înstrăinat mare parte din pământul Māori, iar modul în care ea a funcționat este astăzi foarte criticat. Pe termen lung, aspectul achizițiilor de pământ din Tratat a pierdut în importanță, clauzele ce se referă la suveranitate și la drepturile Māori trecând în prim plan.

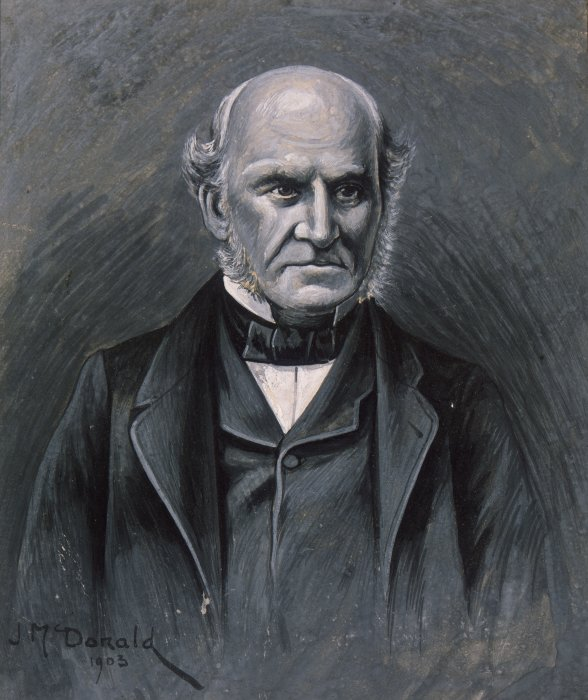
James Busby

Tratatul nu a fost niciodată ratificat de Regatul Unit și nu a avut forță de lege în Noua Zeelandă timp de peste o sută de ani, fiind parțial recunoscut în 1975 odată cu adoptarea Legii Tratatului de la Waitangi. Biroul Colonial și primii guvernatori ai Noii Zeelande au susținut la început Tratatul întrucât el le dădea autoritate atât asupra coloniștilor Companiei Noii Zeelande cât și asupra Māorilor. Întrucât coloniștii primiseră dreptul la guvernare reprezentativă și responsabilă odată cu Constituția Noii Zeelande din 1852, Tratatul și-a pierdut din efectivitate, deși a fost folosit pentru a justifica ideea că Waikato și Taranaki erau rebeli împotriva Coroanei în războaiele din anii 1860. Cazurile din ultima parte a secolului al XIX-lea, mai ales Wi Parata v Episcopul de Wellington (1877), au stabilit principiul că Tratatul este o „nulitate legală” ce poate fi ignorată de tribunale și de guvern. Acest argument a fost susținut de afirmația că Noua Zeelandă a devenit colonie când a fost anexată în ianuarie 1840, înainte de semnarea tratatului. Mai mult, Hobson a declarat că a preluat prin Tratat doar Insula de Nord. El a revendicat Insula de Sud prin dreptul descoperirii pentru Regatul Unit, observând că Māori erau atât de puțini acolo, încât poate fi considerată a fi nelocuită.
În ciuda acestui fapt, Maori au utilizat deseori Tratatul într-o gamă largă de revendicări, inclusiv mai mare independență și returnarea pământurilor confiscate sau achiziționate incorect. Aceasta s-a întâmplat mai ales după jumătatea a secolului al XIX-lea, când au pierdut superioritatea numerică și au pierdut controlul asupra a mare parte din țară.
Indiferent de nerelevanța sa legală, tratatul a revenit în atenția opiniei publice după ce Casa Tratatului și terenul pe care se află au fost achiziționate de Guvernatorul General Bledisloe la începutul anilor 1930 și donate statului. Inaugurarea acestui loc ca monument istoric în 1934 a fost poate primul mare eveniment ce a avut loc acolo din anii 1840. Mare parte din secolul al XX-lea, manualele, publicitatea guvernamentală și mulți istorici au promovat-o ca baza morală a colonizării și a stabilirii relațiilor rasiale din Noua Zeelandă superioare celor din America de Nord, Africa și Australia. Lipsa de importanță legală în 1840 și ulterioarele încălcări au tins să fie trecute cu vederea până în anii 1970, când aceste probleme au fost ridicate de protestatarii Māori.